# Laura Schelbert
Laura Schelbert (9 giugno 1974) è un'ex sciatrice alpina svizzera.

## Biografia
Specialista delle prove veloci originaria di Hinterthal di Muotathal, la Schelbert debuttò in campo internazionale in occasione dei Mondiali juniores di Maribor 1992; in Coppa del Mondo ottenne il primo piazzamento il 26 febbraio 1993 a Veysonnaz in discesa libera (37ª), conquistò il miglior risultato il giorno successivo nelle medesime località e specialità (31ª) e prese per l'ultima volta il via il 5 marzo 1999 a Sankt Moritz ancora in discesa libera (37ª). Si ritirò al termine di quella stessa stagione 1998-1999 e la sua ultima gara fu lo slalom gigante dei Campionati svizzeri 1999, disputato il 25 marzo a Melchsee-Frutt e non completato dalla Schelbert; non prese parte a rassegne olimpiche o iridate.

## Palmarès

### Campionati svizzeri
- 1 medaglia (dati parziali fino alla stagione 1994-1995):
  -  1 oro (combinata nel 1993)[senza fonte]